# Youth of America
Youth of America är det amerikanska punkbandet Wipers andra studioalbum, utgivet 1981 av Park Avenue Records.

## Innehåll
Bandet hade erhållit ett nytt ljud i samband med utgivningen av Youth of America. Jämfört med det föregående albumet Is This Real? som mestadels innehöll relativt traditionella punklåtar, hade detta album längre och mer komplexa låtar. Ett exempel är titelspåret som är över tio minuter långt. Detta berodde enligt frontmannen Greg Sage på en avsiktlig motreaktion mot en dåtida trend bland samtida punkband att göra korta låtar.

## Mottagande
Enligt Sage nådde albumet inga större framgångar i USA vid utgivningen, vilket det i Europa tvärtom till viss del gjorde.

## Låtlista[5]

### Sida A
| Nr | Titel               | Längd |
| -- | ------------------- | ----- |
| 1. | Taking Too Long     | 3:05  |
| 2. | Can This Be         | 2:55  |
| 3. | Pushing the Extreme | 3:15  |
| 4. | When It's Over      | 6:30  |

### Sida B
| Nr | Titel            | Längd |
| -- | ---------------- | ----- |
| 1. | No Fair          | 4:25  |
| 2. | Youth of America | 10:30 |